# Liste de monuments commémoratifs du Holodomor
Voici une liste de mémoriaux et de monuments commémorant le Holodomor et ses millions de victimes.

## Allemagne
- Monument à Munich , (près de la Cathédrale Maria Schutz et Saint-Andreas (en))

## Canada
- Mémorial à Windsor
- Mémorial à Winnipeg
- Monument à Calgary
- Monument à Edmonton (érigé en 1983)

## États-Unis
- Mémorial à Washington[1]
- Monument à Bloomingdale, près de Chicago, Illinois[2]

## Pologne
- Monument à Lublin
- Monument à Varsovie

## Ukraine
- Monument de Mhar, oblast de Poltava
- Croix Mémorial à Dnipropetrovsk
- Croix commémorative à Dolotetske, oblast de Vinnytsia
- Croix Mémorial à Kharkiv
- Mémorial à Androuchivka, oblast de Jytomyr
- Musée national du mémorial aux victimes du Holodomor
- Mémorial à Dovhalivka, oblast de Vinnytsia
- Mémorial à oblast de Poltava
- Monument à Boryspil, Oblast de Kiev
- Monument à Louhansk
- Monument à Novoaydar, oblast de Louhansk
- Monument aux victimes du Holodomor à Kiev

## Russie
- Monument en Malaya Serdoba, Oblast de Penza, créé en 1992 dans la rue Sovetskaya.
- Monument en Malaya Serdoba, Oblast de Penza, érigé en 1992 sur le cimetière de Gorskoye.

## Note et Référence
- (en) Cet article est partiellement ou en totalité issu de l’article de Wikipédia en anglais intitulé « List of Holodomor memorials and monuments » (voir la liste des auteurs).

1. ↑  (en) « Holodomor Memorial to Ukrainian famine victims is dedicated in Washington, D.C », Kyivpost.com, 8 novembre 2015 (consulté le 28 novembre 2015)
2. ↑  « www.ukrainiangenocide.org »